# Vingar (sång)
Vingar är en sång skriven av Mikael Rickfors och Peter Lindforss, och inspelad av Mikael Rickfors på albumet Vingar från 1988., samt utgiven på singel samma år, med "Skuggornas allé" som B-sida.
Låten toppade även den Svenska singellistan under sent 1988-tidigt 1989, samt låg på Svensktoppen i 18 veckor från och med att den inträdde på listan den 13 november 1988, och toppade listan fyra veckor senare.
Sångens text ska tolkas antimaterialistiskt:
| ”                 | Att man kan köpa ett par vingar är mer symboliskt. Man kanske inte ens behöver pengar för att köpa vingar. | „ |
| – Mikael Rickfors | |   |

## Listplaceringar
| Lista (1988-1989) | Topplacering |
| ----------------- | ------------ |
| Sverige           | 1            |

### Fotnoter
1. ↑  ”Vingar / Mikael Rickfors”. Svensk mediedatabas. 25 februari 1988. http://smdb.kb.se/catalog/id/001479391. Läst 5 januari 2016.
2. ↑  ”Vingar / Mikael Rickfors”. Svensk mediedatabas. 25 februari 1988. http://smdb.kb.se/catalog/id/001486522. Läst 5 januari 2016.
3. ↑  ”De tio bästa låtarna på Svensktoppen någonsin (alternativ nummer 10)”. Expressen. 14 oktober 2012. http://www.expressen.se/noje/de-tio-basta-latarna-pa-svensktoppen-nagonsin/. Läst 5 januari 2016.
4. ↑  Marmullakaj, Sabina (15 juli 2016). ”Rickfors slutar aldrig flaxa”. Vestmanlands Läns Tidning. https://www.vlt.se/artikel/rickfors-slutar-aldrig-flaxa. Läst 24 juli 2019.
5. ↑  ”Vingar”. Swedishcharts. 25 februari 1988. http://www.swedishcharts.com/showitem.asp?interpret=Mikael+Rickfors&titel=Vingar&cat=s. Läst 5 januari 2016.